# República Dominicana en los Juegos Olímpicos de Montreal 1976
La República Dominicana estuvo representada en los Juegos Olímpicos de Montreal 1976 por diez deportistas, nueve hombres y una mujer, que compitieron en tres deportes.
El portador de la bandera en la ceremonia de apertura fue el boxeador Eleoncio Mercedes. El equipo olímpico dominicano no obtuvo ninguna medalla en estos Juegos.